# Kollafjørður (fjord, Färöarna)
Kollafjørður (IPA: /ˈkɔtlaˌfjøːɹʊɹ/, danska: Kollefjord) är en fjord i Tórshavns kommun på östsidan av Streymoy på Färöarna. Fjorden sträcker sig lite över 4 kilometer från inloppet vid Tangafjørður.
Fjorden är förhållandevis djup och omges av höga fjäll. Vørlufjall (633 m ö.h.) och Dyllan (481 m ö.h.) ligger på nordsidan och Kaldbakskambur (585 m ö.h.) på sydsidan. Med början från fjorden går dalgången Kollfjarðardalur vidare inåt landet i nordvästlig riktning, med en viktig trafikknutpunkt för huvudvägarna från Tórshavn i söder och vidare mot nordost och mot väster till öarna. Tätorten Kollafjørður sträcker sig längs fjordens hela nordkust, och bygden Oyrareingir ligger längst ner. På sydsidan ligger Signabøur.   
Bygderna längs Kollafjørður har traditionellt räknats till Norðurstreymoy, men har sedan 1 januari 2009 varit en del av Tórshavn, som primärt täcker Suðurstreymoy.